# Clumsy
Clumsy — пятый сингл с сольного альбома американской певицы Ферги. Высшей позицией в чартах оказалось пятое место в хит-параде США Billboard Hot 100.

## Музыкальноевидео
Клип на песню представлен 3D-картинками, раскрывающимися как книжка-трансформер. В начале она выступает на конференции от имени неуклюжих женщин. Затем выступает в роли модели на подиуме и очень высоких каблуках. Засмотревшись на очень красивого мужчину, девушка падает.
В следующих кадрах клипа Ферги едет на машине. Посмотрев в зеркальце, её взгляд падает на того же мужчину, однако автомобиль разваливается.
Следующим образом певицы является лаборатория. Засмотревшись на того же человека, девушка нажимает не на ту кнопку и в итоге лаборатория разваливается.
Ферги повсюду преследуют неприятности. Даже будучи певицей, она задевает декорации и они рушатся. Заканчивается видеоклип сценой фотосессии. Певица садится на край небоскрёба, достаёт сотовый телефон и падает вниз, прямо на руки мужчины своей мечты, с которым в конце концов идёт, взявшись за руки.

## Чарты и продажи
| Чарт (2007—2008)                           | Наивысшее место |
| ------------------------------------------ | --------------- |
| Австралия (ARIA)                           | 3               |
| Австрия (Ö3 Austria Top 40)                | 53              |
| Бельгия/Фландрия (Ultratip Bubbling Under) | 2               |
| Бельгия/Валлония (Ultratip Bubbling Under) | 16              |
| Канада (Billboard Canadian Hot 100)        | 4               |
| Чехия (Rádio — Top 100)                    | 12              |
| Дания (Tracklisten)                        | 34              |
| Германия (GfK)                             | 50              |
| Ирландия (IRMA)                            | 17              |
| Нидерланды (Single Top 100)                | 84              |
| Новая Зеландия (Recorded Music NZ)         | 4               |
| Словакия (Rádio — Top 100)                 | 14              |
| Швеция (Sverigetopplistan)                 | 15              |
| Russian Airplay Chart                      | 52              |
| Великобритания (OCC UK Singles)            | 62              |
| США (Billboard Hot 100)                    | 5               |
| США (Billboard Pop Airplay)                | 2               |
| США (Billboard Hot R&B/Hip-Hop Songs)      | 89              |

| Страна         | Сертификат |
| -------------- | ---------- |
| Австрия        | золотой    |
| Новая Зеландия | золотой    |
| США            | платиновый |

| Чарт (2007)              | Место |
| ------------------------ | ----- |
| Australian Singles Chart | 52    |

| Чарт (2008)              | Место |
| ------------------------ | ----- |
| Australian Singles Chart | 99    |
| Canadian Hot 100         | 32    |
| Billboard Hot 100        | 26    |